# Tersilochus triangularis
Tersilochus triangularis är en stekelart som först beskrevs av Johann Ludwig Christian Gravenhorst 1807.  Tersilochus triangularis ingår i släktet Tersilochus och familjen brokparasitsteklar. Inga underarter finns listade i Catalogue of Life.